# Haloarcula virus HHPV1
Haloarcula hispanica pleomorphic virus 1 (HHPV-11, Spezies Alphapleolipovirus italiense, früher Alphapleolipovirus HHPV1, Haloarcula virus HHPV1) ist ein doppelsträngiges DNA-Virus (dsDNA-Virus). 
Sein Wirt ist das halophile (salzliebende) Archaeon Haloarcula hispanica aus der der Klasse Halobacteria (Haloarchaeen), Phylum (Abteilung) Euryarchaeota. 
Das Virus verfügt über eine Reihe einzigartiger Merkmale, die sich von allen zuvor beschriebenen Viren unterscheiden. Die Virusteilchen (Virionen) verlassen den Wirt ohne Lyse, was auf einen Knospungsmechanismus schließen lässt.

## Aufbau
Die Virionen haben eine Hülle und sind von pleomorpher Form. Die Hülle enthält eine Vielzahl von Lipiden (Fetten), einschließlich Cardiolipinen, Phosphatidylglycerinen (Phosphatidylglycerole), Phosphatidylglycerophosphat-Methylestern und Phosphatidylglycerosulfaten. In der Hülle befinden sich zudem zwei Hauptproteine:
- VP3 – mit 12 kDa (Kilo-Dalton)
- VP4 – mit 60 kDa.

## Genom
Das Genom ist ein einzelnes Molekül doppelsträngiger DNA (dsDNA) mit einer Länge von 8082 Basenpaaren und einem G+C-Gehalt von 55,8 %. Es hat 8 offene Leserahmen (Open reading Frames, ORFs). VP3 und VP4 werden von ORF3 bzw. ORF4 kodiert. ORF1 ist wahrscheinlich ein Protein mit der Aufgabe, die Replikation zu starten (Replikationsinitiierungsprotein). ORF3 kodiert ein integrales Membranprotein mit einer Signalsequenz von 50 Aminosäuren und zwei Transmembranregionen. ORF7 enthält eine NTPase-Domäne (deren Funktion ist jedoch noch nicht klar).

## Systematik
Die Untersuchung der Proteine und der Genomorganisation dieses Virus legte eine Verwandtschaft nahe zum einzelsträngigen DNA-Virus Halorubrum pleomorphic virus 1 (HRPV1, Spezies Alphapleolipovirus finnoniense), zum Plasmid pHK2 und einer Region innerhalb des Archeons Haloferax volcanii. Es ist wahrscheinlich, dass das Plasmid pHK2 ein Virus ist, das zirkuläre Plasmide bilden kann, und dass die fragliche Region innerhalb von Haloferax volcanii ein Prophage ist.
Die Ähnlichkeit zwischen diesen doppelsträngigen DNA-Elementen und dem Einzelstrangvirus Halorubrum pleomorphic virus 1 war zur Zeit der Entdeckung einzigartig. Die Bestätigung dieser Verwandtschaft machte eine Überarbeitung des früher Verwendeten Klassifizierungssystems von Baltimore nötig.